# Danske Soldater besætter Bornholm
Danske Soldater besætter Bornholm er en dansk ugerevy fra 1946.

## Handling
Under kanonsalut den 6. april 1946 forlader den sovjetiske flåde Bornholm efter 11 måneders besættelse. Danske soldater går i land og overtager bevogtningsopgaverne på øen.